# 交通运输地理学

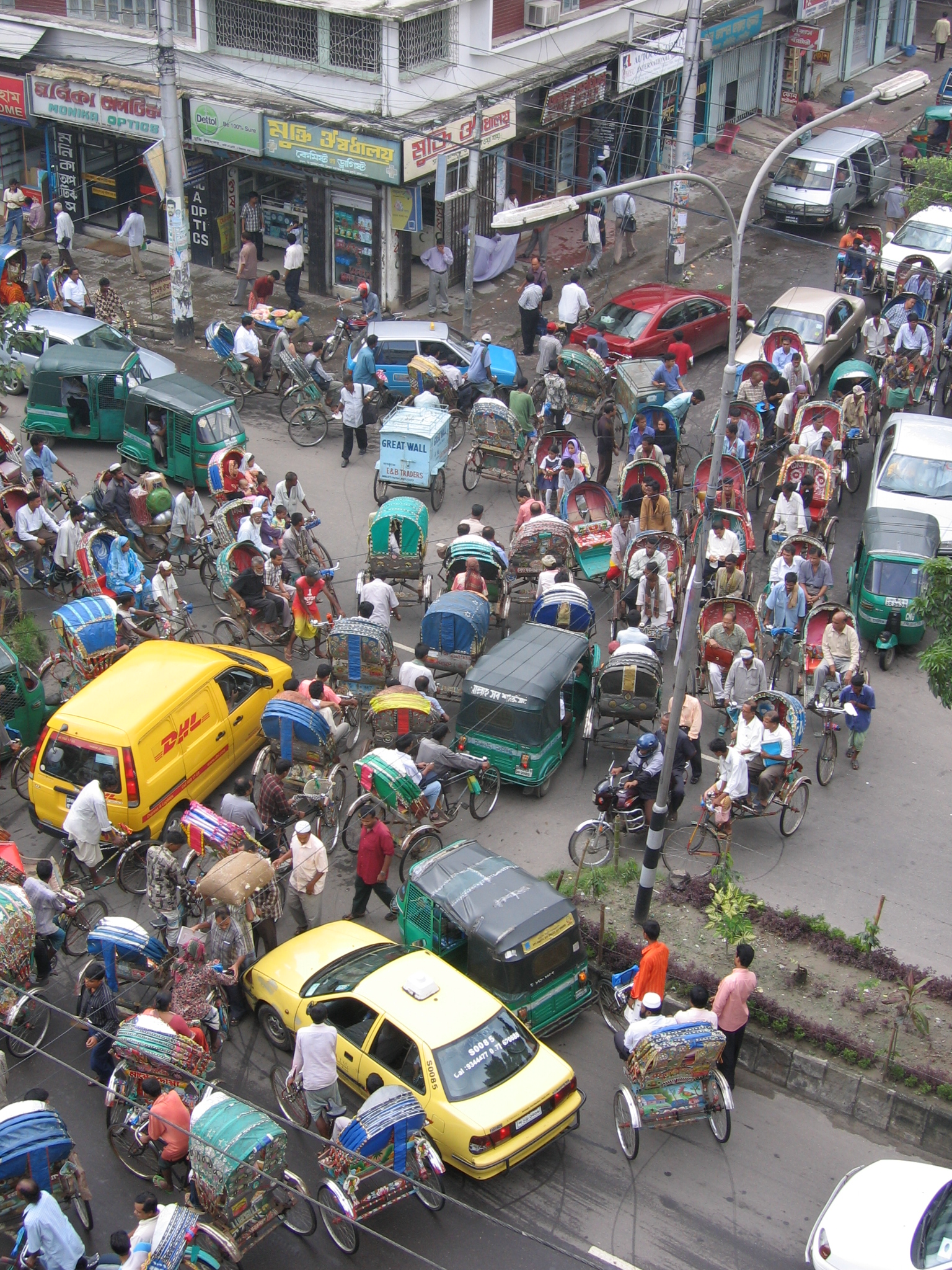
达卡的空间相互作用

交通运输地理学（英語：Transport geography, transportation geography），也称交通地理学，是人文地理学的一个分支，其旨在研究人类活动、货物交通以及地球表面信息之间的关系。

## 目标与范围
经济地理学研究人类经济活动的地域组织，核心问题是生产力的地域组合；它为国家、区域、城镇和工业区的生产力布局提供理论和规划依据。生产力地域组合包括区内经济结构和区际经济联系两个方面，二者的实现都离不开交通运输这个环节。所以，交通运输的地理研究，历来是经济地理学必不可少的内容。除了独立的交通运输地理研究外，在理论经济地理学、农业地理学、工业地理学、城市地理学和区域经济地理的著述中，也含有大量交通运输地理学的素材和论述。
交通运输地理学的研究对象是：交通运输在生产力地域组合中的作用，客、货运输及其产生的客货流形成的经济地理基础，以及交通线网和枢纽的地域结构和类型。
运输以及更基础的运动，是经济活动交换的基础。因此，运输地理学与经济地理学在很大程度上是相互关联的。在最基本的层面上，人类活动，从而互相走动，但交通运输地理学通常研究更加复杂、区域性或全球性的系统，包括多重相互连接的方式，比如公共交通、私家车、自行车、货运铁路、互联网、飞机等。这类系统体现出更多的城市性格。因此，运输和城市地理学紧密地交织在一起。城市非常多形态，它通过交流与互动而产生。在19世纪，交通运输已经在各种空间和环境中，被视为一种城市之间、国家与企业之间互相竞争的方式。

## 交通模型
在运输方式方面，主要形式有空运、铁路、公路、水运。每一种运输方式的成本均与运输速度有关，并与始发地、目的地等有关。对于大宗货物的运输，往往仰赖于船运。海运往往能够携带相对更便宜的活动进行全球运输。对于人员运输，通常会最大限度减少旅行时间、并最大限度地提高舒适性和便利性，因而航空和陆运成为最常见的方式。铁路运输往往远离水。

"交通运输模型是运输系统的重要组成部分，因为它们是增加流动性的方式。地理学家定义的广义交通模式可分为三大类：根据运输基础——土地、水和空气。每种模式都有其自身的要求和特点，并能够满足特定需求的客运和货运交通。这产生了运输方式的差异化。最近，有一种趋势，通过整合模式，根据产品与分配活动，制定多式联运和复合连接方式。然而与此同时，客运和货运活动的差异也在不同模式中逐渐拉大。

### 道路运输
道路交通网络是一类在建成道路上的交通类型；通过卡车、汽车等等，将人和货物从一处运输到另一处。

### 海上运输
水上运输是货物和行人移动交通最慢的一种形式。世界各地的战略要点继续在航运业中扮演着重要的角色。

## 运输挑战
现有的街道、公路交通、铁路设施已经无法满足因人口爆增、新产生的商务活动，而产生的交通运输要求。除了人口的增加，另一个问题是车辆超载的高速公路和干道网络。详见交通拥堵、交通运输网络和人口密度。